# Adolf Hauth
Adolf Friedrich Willy August Hauth, auch Fritz Wilhelm (* 8. Januar 1899 in Ribnitz; † 26. Mai 1975 in Rendsburg) war ein deutscher Windjammer-Kapitän und Kap Hoornier. Insgesamt 14-mal umsegelte er das Kap Hoorn, davon 4-mal als Kapitän der Viermastbark Priwall, des Vorletzten der berühmten Flying P-Liner der Hamburger Reederei F. Laeisz (FL). 2022 hat die International Association of Cape Horners (IACH) ihn in die „Cape Horn Hall of Fame“ aufgenommen.

## Herkunft
Adolf Hauth wurde 1899 in Ribnitz in Mecklenburg-Schwerin als zweites von fünf Kindern geboren. Er stammt aus einer alten Seefahrerfamilie mit nachgewiesenem Ribnitzer Bürgerrecht, sein Vater Hermann Carl Heinrich Hauth (1855-1917) war Seefahrer zu Ribnitz. Nach der Schule und Konfirmation am 21. Februar 1913 in der Stadtkirche zu Ribnitz, ging er als Schiffsjunge an Bord eines Küstenseglers und begann seine seemännische Laufbahn. Er wollte auch seinem zwei Jahre älteren Bruder Hermann folgen, der bereits als Leichtmatrose auf einem Hamburger Fünfmaster über die Meere segelte.

## Seemannsausbildung
Mit 15 Jahren ging auch er dann zur Hamburger Reederei F. Laeisz. Auf der Viermastbark Passat unter Kapitän Otto Pieper, umrundete er Kap Hoorn und wurde während des Ersten Weltkrieges in Valparaíso, Chile festgehalten. Sechs Jahre verbrachte er, zufällig zusammen mit seinem Bruder Hermann, der ebenfalls mit dem Fünfmaster Potosi in Valparaiso gestrandet war.
1920 nach dem Ende der Internierung in Chile umrundete er Kap Horn auf dem Vollschiff Peiho unter Kapitän Gustav Burmeister und kehrte in die Heimat zurück. Danach machte er eine Reise auf der Bark Bertha 145 Tage bis Kalkutta; der halbe Mast ging auf der Reise verloren, 70 Tage nach Newcastle (New South Wales), wo sie lange auf Kohlen warten mussten, 79 Tage bis Callao / Peru. Hier erfuhr der Vollmatrose Hauth, dass er durch die Inflation in Deutschland seine ganzen Ersparnisse verloren hatte. Bis er wieder genügen Geld für die Seemannsschule hatte, fuhr er auf amerikanischen Schiffen, dazu begab er sich 1923 in die USA nach Los Angeles und beantragte mit einer Einbürgerung seine Arbeitserlaubnis.
Von 1927 fuhr er auf der Viermastbark Priwall  unter Kapitän Jürgen Jürs und 1928 auf der Viermastbark Padua unter Kapitän Hermann Piening.

## Kapitän
Im Mai 1929 erreichte er das Patent zum Kapitän auf „Grosser Fahrt“. Adolf Hauth wollte unbedingt Segelschiffskapitän werden. Sechs Jahre fuhr er als II. und I. Offizier u. a. auf „Bananendampfern“ der Reederei F. Laeisz, bis er 1937 das Kommando auf der Viermastbark Priwall übernehmen konnte.
1938 machte er als jüngster Kapitän die schnellste Umrundung des Kap Horn mit dem Viermaster in 5 Tagen und 14 Stunden. Vom Atlantik überquerten sie den 50. Breitengrad nach Süden bis der 50. Breitengrad im Pazifik mit Nordkurs erreicht wurde.

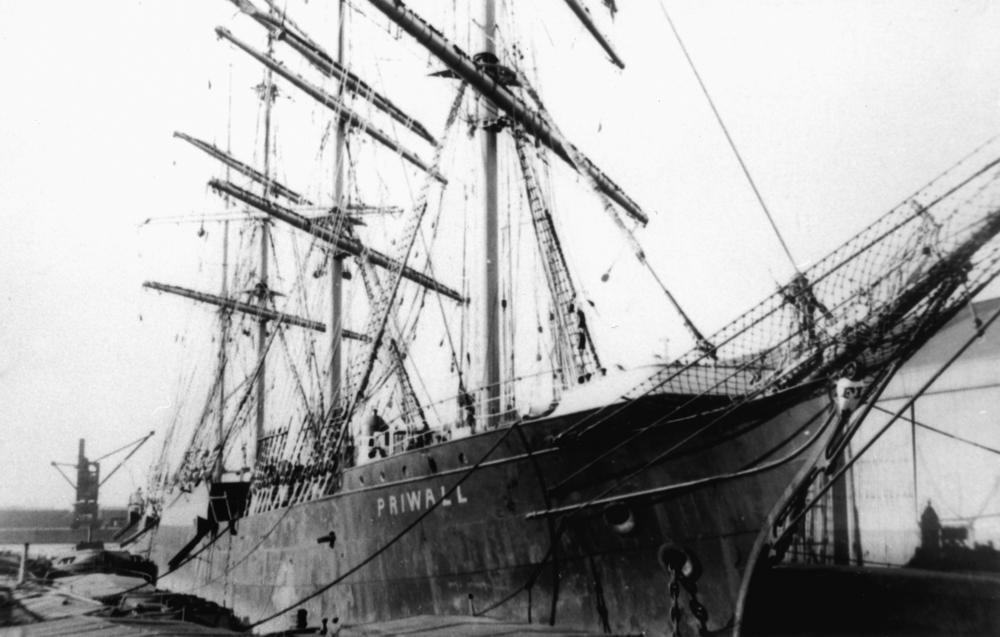
Viermastbark Priwall

Am 16. Mai 1939 begann ihre letzte Reise, schwere Stürme machten Schiff und Besatzung zu schaffen und nach 84 Tagen erreichten sie den Hafen von Corral. Am 3. September 1939 lief Kapitän Hauth mit der Priwall unter der FL-Flagge  Valparaíso zum letzten Mal an, der Zweite Weltkrieg war ausgebrochen. 
Schiff und Besatzung wurden festgesetzt, sie wurden zum Ankerlieger und überstanden im Mai 1940 im Hafen von Valparaíso den gefürchteten chilenischen Nordsturm (El Nortazo) wobei viele Schiffe zerstört wurden.
Eine Rückreise war ausgeschlossen und der drohenden Beschlagnahme zuvorkommend, übereignete man 1941 das Schiff der chilenischen Regierung. Sie ließ es in Alameda zum frachtfahrenden Segelschulschiff umbauen und gliederte es in die chilenische Marine Armada de Chile ein.
Kapitän und 1. Offz. auf der Laufbrücke der Priwall

Link zum Bild

Adolf Hauth blieb bis 1953 in Chile. Er war kaufmännisch tätig und zwischendurch Chef der chilenischen Walfangflotte in Valparaíso.
Nach seiner Rückkehr nach Deutschland fuhr er ab Dezember 1953 auf dem Motorschiff Pelion, einem Fruchtschiff der Reederei F. Laeisz, erst als I. Offizier und ab Januar 1956 wieder als Kapitän. 1962 ging er in den Ruhestand.

## Kap Hoornier
Er war seit 1955 mit Nr. 82 Mitglied der Seefahrervereinigung Internationale Bruderschaft der Kaphoorniers (Amicale Internationale des Capitaines au Long Cours)

## Würdigungen
- Cap Horniers-Medaille „Pour le Mérite“ 1959.
- Die International Association of Cape Horners (IACH) hat 2022 unter dem Vorsitz von Sir Robin Knox-Johnston und Jean-Luc Van Den Heede die ersten 28 Seefahrer für die „Cape Horn Hall of Fame“ ausgewählt, darunter den deutschen Kapitän Adolf Hauth.[14]